# Housing
Lo housing consiste nella concessione in locazione a un utente di uno spazio fisico, generalmente all'interno di appositi armadi detti rack, dove inserire il server, di proprietà del cliente.
Tipicamente i server vengono ospitati in webfarm o data center in cui si garantisce un'attenta gestione degli aspetti hardware, software e infrastrutturali. In pratica, mediante un servizio di housing il proprietario della macchina fisica (compreso il relativo storage) trasferisce fisicamente questa presso il fornitore che svolgerà le classiche attività sistemistiche facenti parte del servizio di locazione dell'infrastruttura (il datacenter). Con lo housing possono essere dati in locazione anche server di tipo tower che, in questo caso, comprendono anche lo storage incorporato stabilmente nella macchina (a differenza dei blade server).
Le aziende ricorrono allo housing anche per le applicazioni per le quali occorrerebbero infrastrutture autonome troppo costose. Il fornitore provvede ad alimentare, raffreddare, proteggere, monitorare e manutenere (se previsto) la macchina di proprietà del cliente.
I data center o le server farm usano a volte il termine colocation quando l'housing riguarda un'infrastruttura di dimensioni importanti (armadi rack), ma i due termini sono praticamente equivalenti.